# シゲ福山
シゲ福山（しげ ふくやま、1950年1月28日 - ）は、日本の元プロボクサー。本名は福山 茂文（ふくやま しげふみ）。鹿児島県川内市出身。協栄ジム所属。

## 略歴
1968年デビュー。日本ランキング入りした1970年にアメリカ武者修行を敢行、ロサンゼルスで4勝2敗の成績を残して帰国。1972年3月12日、金炫の持つOBF東洋ジュニアフェザー級王座に挑戦したが、10回KO負けで王座獲得ならず。
その後再度ロスに渡り、晩年のエデル・ジョフレを始めとする強豪とグローブを交え、その果敢なファイターぶりで現地の人気を博す。1974年、強打のホープ、ダニー・ロペスと対戦、後の名王者を9回KOに破る貴重な勝ち星を挙げた。
1976年7月16日、デビッド・コティの持つWBC世界フェザー級王座に挑戦したが、2回に喫したダウンの際に足を骨折、このアクシデントが原因で3回KO負けを宣せられた。
この後、再度ロスに渡り、フランキー・バルタザー、ショーン・オグラディ、マイク・アヤラ、ルーベン・オリバレス、ボビー・チャコンら、強豪と次々に対戦するが、いずれもKO負けを喫して引退。しかし、オグラディやチャコンをあわやというところまで追い込み、最後の意地を見せつけている。